# Strimmig hyena
Strimmig hyena (Hyaena hyaena) är en jämförelsevis liten art i familjen hyenor. Det är den enda arten i familjen som förekommer utanför Afrika. Den lever även i delar av Asien.

## Kännetecken
Strimmig hyena är mindre och smärtare än den nära besläktade fläckig hyena. Kroppslängden (huvud och bål) ligger vid 110 centimeter och svansen är 26,5 till 47 centimeter lång. Vikten ligger vid 25 till 40 kilogram, i undantagsfall upp till 55 kilogram, och är bara hälften av vikten för fläckig hyena. Djuret har en lång man av upp till 20 cm långa hår på ryggen som kan riktas upp och därför känns hyenan ibland större än den är. Pälsens färg är antingen beige eller grå med tydliga svarta strimmor på huvud, kropp och extremiteter. Förutom könsdelarna finns inga ytliga skillnader mellan hannar och honor.

## Utbredning
Arten förekommer i Afrikas norra del norr om Sahara, i Nildalen, i Sahelzon och i norra Kenya. Dessutom lever strimmig hyena i Sydvästasien (inklusive Anatolien och Arabiska halvön) och i Indien. I bergstrakter når strimmig hyena 3300 meter över havet. Habitatet utgörs av halvöknen och andra torra regioner, ofta med taggiga buskar. IUCN listar arten som nära hotad (Near Threatened).

## Levnadssätt
Angående levnadssättet, skiljer sig strimmig hyena tydlig från fläckig hyena. Individer av arten lever huvudsakligen ensamma och förekommer bara i utbredningsområdets norra del i par, eller i mindre familjegrupper. Den kan bara morra lite, men har inget högljutt läte. Dessutom har strimmig hyena inget större revir. Individen försvarar bara ett litet område kring lyan mot artfränder och delar resten av territoriet med andra exemplar. Den största skillnaden är att denna art saknar förmåga att jaga stora bytesdjur. Den livnär sig därför huvudsakligen av as. Ibland får den mindre gnagare, fåglar och ödlor som byte och i undantagsfall getter, får, unga hästar eller strövande tamhundar. Arten äter även frukter och den betraktas därför i Israel som skadedjur på odlade växter.
Liksom hos andra hyenor, är honan det dominanta könet. Individerna markerar reviret med vätska från analkörtlarna.

## Övrigt
Avbildningar av strimmig hyena finns på gamla egyptiska reliefer och fresker. Enligt obekräftade källor förekom den även som husdjur. Det är inte känt om människan använde djurets kött eller om den hjälpte till vid jakt på andra djur.
Arten är orädd för människor och den vistas ofta nära bosättningar. Strimmig hyena kan döda ett barn eller en sjuklig vuxen människa. Ibland hölls exemplar som sällskapsdjur.